# Über die Lehre Spenglers

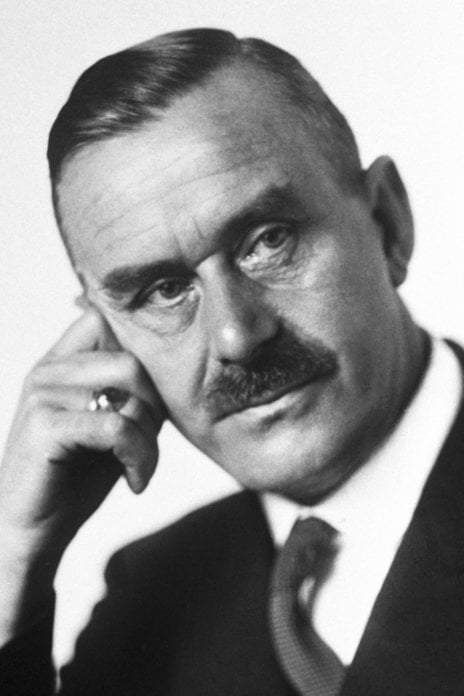
Thomas Mann 1929

Über die Lehre Spenglers ist der Titel eines kurzen Essays von Thomas Mann, der am 9. März 1924 in der Allgemeinen Zeitung erschien und dessen erste Buchveröffentlichung 1925 im S. Fischer Verlag erfolgte.
Mit dem Text distanzierte sich der Autor von Oswald Spengler, kritisierte dessen Hauptwerk Der Untergang des Abendlandes und knüpfte damit an Überlegungen aus seiner Rede Von deutscher Republik an.
Thomas Mann stellte den Text aus dem ersten von insgesamt acht Briefen aus Deutschland zusammen, den er bereits 1922 geschrieben hatte.

## Inhalt
Thomas Mann lobt zunächst den literarischen Glanz des Werkes sowie die „intuitiv-rhapsodische Art seiner Kulturschilderungen“ und erwähnt seine sensationelle Wirkung.
Bald aber spricht er dem Verfasser den humanistischen Pessimismus Arthur Schopenhauers oder den „tragisch-heroischen“ – dionysischen – Charakter Friedrich Nietzsches ab, mit dem dieser den Gegensatz von Pessimismus und Optimismus aufgehoben habe.
Der Untergang des Abendlandes sei vielmehr fatalistisch und von boshafter Apodiktizität und Zukunftsfeindlichkeit geprägt, die sich in wissenschaftliche Unerbittlichkeit kleideten und nichts mit Nietzsches Amor fati zu tun hätten. Spengler, der „Defätist der Humanität“, solle sich mit seinem „hyänenhaften Prophetentum“ nicht als Nachfahre der beiden Philosophen oder Goethes betrachten.

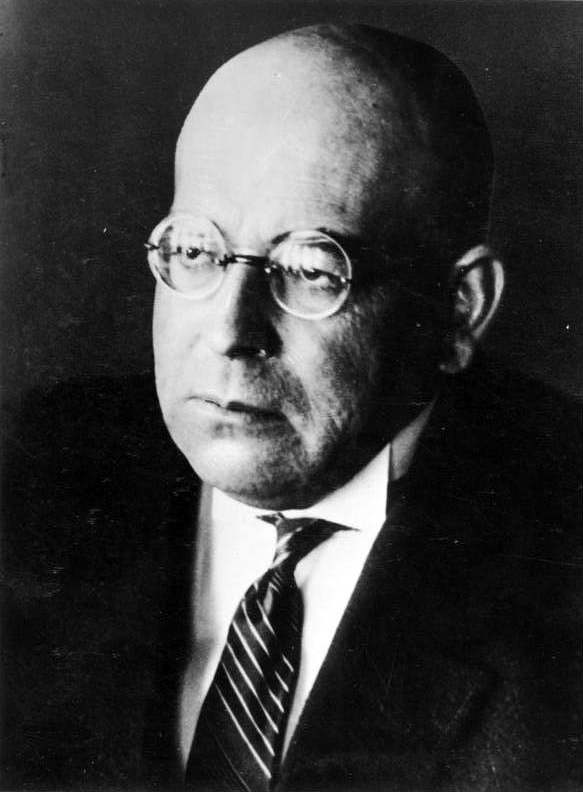
Oswald Spengler

Mit Spenglers Vorstellung der Kulturen, die von ihrer allgemeinen Struktur und ihrem Lebenslauf her zwar „gleich“ seien, sich aber wie hermetisch geschlossene Lebewesen verhielten und mit ihren eigenen Stilgesetzen, Empfindungen und Denkvorgängen nichts von den anderen wüssten, widerspreche er etwa dem Gedanken Novalis’ von der „letzten geistigen Einheit“ und einem „höheren Menschentume“, das der eigentliche Sinn des Planeten sei.
Für Thomas Mann hingegen wirft ein „einziges Werk der Liebe“ wie Gustav Mahlers Lied von der Erde die Theorie von der radikalen Fremdheit zwischen den Kulturen über den Haufen, indem es altchinesische Lyrik mit hochentwickelter Tonkunst des Abendlandes zu einer organischen menschlichen Einheit verbindet.
Indem der Mensch nur das anstreben soll, was die Wissenschaft ohnehin als notwendig erklärt, höre er auf, wirklich zu wollen, was unmenschlich sei. Die kalt-wissenschaftliche Lehre, die sich für Thomas Mann hinter Spenglers seltsam gequälter Erscheinung verbirgt, erscheint ihm zudem heimlich konservativ. Warum sollte man ein komplexes Gedankengebäude mit eigenen Ordnungen aufstellen, ohne Form und Kultur zu bejahen und die „zivilisatorische Zersetzung“ abzulehnen? Die Perversität liegt für Mann darin, dass Spengler trotz seines „heimlichen Herzenskonservatismus“ nicht die Kultur bejaht oder für ihre Erhaltung kämpft, sondern die Zivilisation als fatal-notwendig betrachtet, den Endzustand also, der politisch in den Cäsarismus und Militarismus mündet. Mit fatalistischer Wut scheine der Kulturmensch Spengler paradox die Zivilisation zu feiern, da alles Kulturelle für ihn keine Lebensaussicht mehr habe. Gegen seinen „bleiernen Geschichtsmaterialismus“ sei der von Karl Marx nichts weiter als „idealistische Himmelsbläue.“
Von Nietzsche habe er schreiben gelernt und ihm verhängnisvolle Effekte abgeguckt, ohne vom tiefen Wesen des Geistes auch nur einen Hauch zu verspüren. Aus Bequemlichkeit und herrischer Lieblosigkeit suche er selbstgefällig nach Gesetzen, die er nicht für, sondern gegen Geist und Menschen wende. Mit dieser süffisanten Unerbittlichkeit dünke er sich vornehm, sei aber nichts weiter als ein Snob, der etwas lehre, was ihm nicht zukomme. Um die Natur gegen den Geist vertreten zu dürfen – wie Goethe es gegen Schiller unternahm –, müsse man wie Goethe von „echtem Adel der Natur sein.“

## Hintergrund

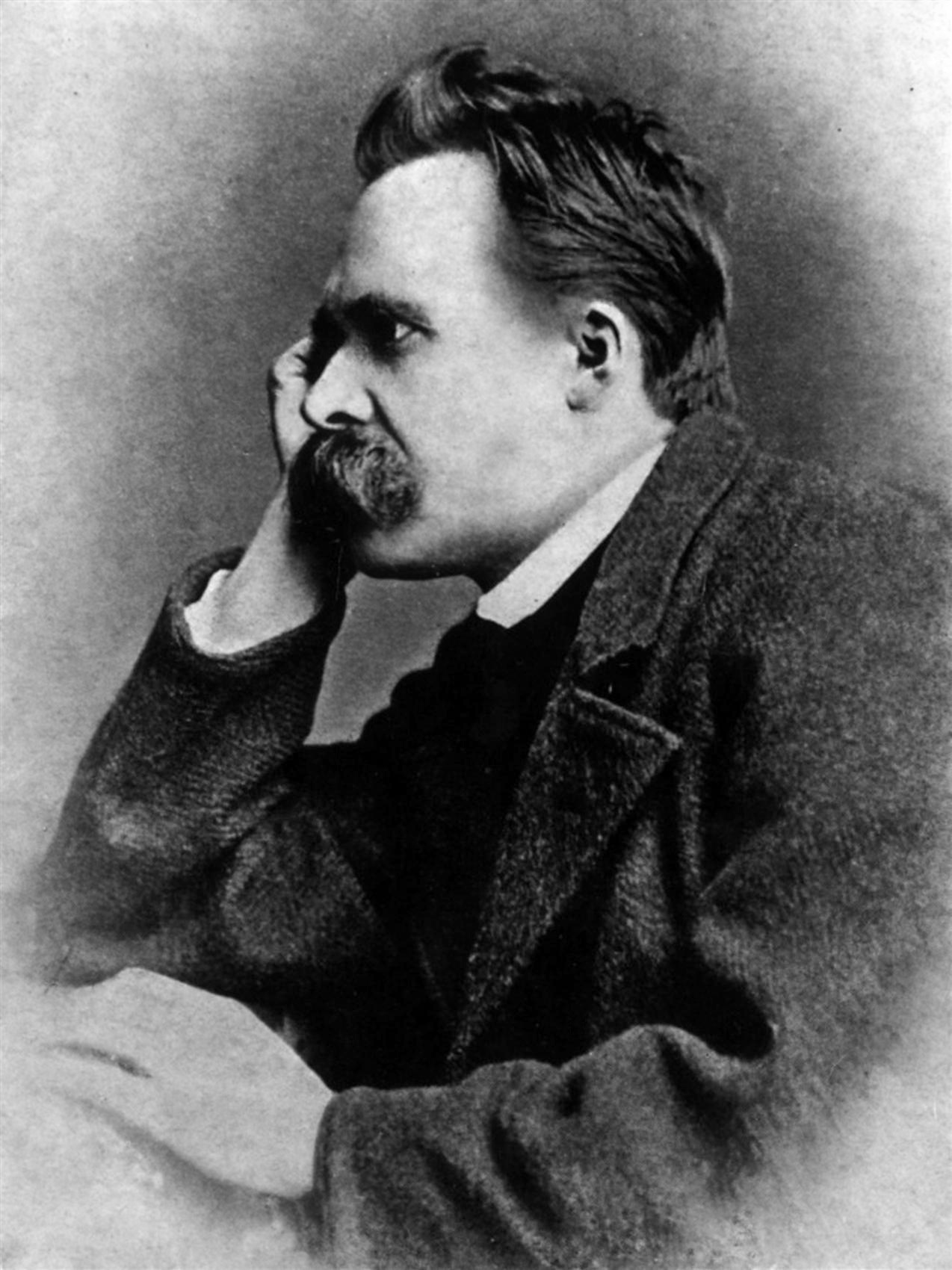
Friedrich Nietzsche, 1882 (Photographie von Gustav Adolf Schultze)

Dank der Vermittlungen Arthur Schnitzlers hatte Thomas Mann den Herausgeber der New Yorker Zeitschrift The Dial kennengelernt und mit ihm einige Abhandlungen über Deutschland vereinbart. So erschienen zwischen 1922 und 1928 acht der als German letters bezeichneten Beiträge, deren Dollarhonorar das Familieneinkommen während der Inflation stabilisierte. Viele der Beiträge publizierte Thomas Mann auch in Deutschland.
Den Untergang des Abendlandes hatte er bald nach seiner Veröffentlichung 1919 gelesen, das Werk zunächst als geistesverwandt betrachtet und es als „Buch voller Schicksalsliebe und Tapferkeit der Erkenntnis“ gepriesen. Er empfahl es der Jury des Nietzsche-Preises zur Auszeichnung und beabsichtigte, es demonstrativ als einziges zu ehren. Falls dies nicht möglich sein sollte, wollte er eine andere Rangordnung durchsetzen, an deren Spitze Spengler stehen sollte, gefolgt von Friedrich Gundolf für seine Goethe-Biographie, Hans Vaihinger und dem Grafen Eduard von Keyserling, dessen Nachruf er allerdings einige Zeit später zu schreiben hatte.
Vermutlich unter dem Eindruck der Schrift Metaphysik und Geschichte von Alfred Baeumler vermerkte er am 26. Februar 1920 eine erste Distanzierung in seinem Tagebuch.
In der am 13. Oktober 1922 gehaltenen Rede Von deutscher Republik hatte er sich nicht nur von der Gedankenwelt der Betrachtungen eines Unpolitischen distanziert, sondern sich kritisch über Spenglers Hauptwerk geäußert. Das geistreiche und wissenschaftsvolle Werk zeuge zwar von enormer Potenz und Willenskraft und erinnere durch seine musikalische Kompositionsart an Schopenhauers Welt als Wille und Vorstellung. Seine Haltung sei „gleichwohl falsch, anmaßend und bequem bis zur äußersten Inhumanität“, was sich nur durch Ironie entschärfen ließe, die hier nicht vorliege.
Im Unterschied zu anderen Autoren bekannte sich Thomas Mann erst relativ spät zur Weimarer Republik und der Demokratie, trat dann aber als ihr öffentlicher Fürsprecher auf und kritisierte Tendenzen, die sich der republikanisch-demokratischen Ordnung entgegenstellten. Allerdings befasste er sich im Gegensatz zu seinem Bruder Heinrich Mann nur wenig mit politischen Tagesfragen und konzentrierte sich auf seine literarische Arbeit. Nur gelegentlich kam er repräsentativen Pflichten nach, wie sie sich etwa aus der Verleihung des Literaturnobelpreises oder der Gründung der Sektion für Dichtkunst ergaben.
Den Obskurantismus bewertete er als Gefahr für die Menschheit, die des Relativismus müde sei und nach dem Absoluten strebe.
Trotz seiner Kritik an Spengler greift Thomas Mann in seinem Essay die von Spengler herausgearbeitete Entgegensetzung von Kultur und Zivilisation auf, die ihre Ursprünge im Bildungsideal des deutschen Idealismus hat. Mann wendet sich jedoch gegen die fatalistische Volte von Spengler, der sich aus Kulturpessimismus der „Zivilisation“ zuwendet. Während Mann Spenglers Untergangsdiagnose enthusiastisch teilt, verwirft er seine Therapie, „Technik und Zivilisation zu befördern“.

### Textausgaben
- Thomas Mann: Über die Lehre Spenglers. In: Gesammelte Werke in dreizehn Bänden. Band 10: Reden und Aufsätze. Teil 2, Fischer, Frankfurt 1974, DNB 750430176, S. 172–180.

### Sekundärliteratur
- Verfehlte Versöhnung. In: Klaus Harpprecht: Thomas Mann, eine Biographie. Rowohlt, 1995, ISBN 3-498-02873-1, S. 432–443.
- Vernunftrepublikaner. In: Manfred Görtemaker: Thomas Mann und die Politik. Fischer, Frankfurt 2005, ISBN 3-10-028710-X, S. 43–62.